# Andrena sparsipunctata
Andrena sparsipunctata (лат.) — вид пчёл рода Andrena из семейства Andrenidae. Африка: Марокко. Название sparsi (редкий) + punctata (пунктированный) было выбрано для иллюстрации первого тергита самок, который гораздо менее плотно пунктирован, чем аналогично окрашенные A. pruinosa и A. caroli.

## Описание
Длина около 1 см (самка до 12 мм), оранжево-коричневые. Andrena sparsipunctata может быть включён в подрод Campylogaster из-за крупных, плотных и чётких пунктур на эпистернуме в сочетании с большим размером тела. Однако последние данные показывают, что Campylogaster сильно полифилетичен, и виды в северо-западной Африке не попадают по признакам близко к A. (Campylogaster) erberi Morawitz, 1871, типовому виду Campylogaster, отличающемуся волосистостью. Для видов близких к A. sparsipunctata, вероятно, необходим новый подрод. В этом контексте он близок к двум наиболее распространённым видам Campylogaster в Северной Африке, A. (Campylogaster) pruinosa Erichson, 1835 ssp. succinea Dours, 1872 и A. (Campylogaster) caroli Pérez, 1895, оба из которых также окрашены в красный цвет на большей части метасомы. Самка A. sparsipunctata сразу узнаваема, поскольку пунктуры первого тергита редкие, разделённые 2—4 диаметрами пунктиров, в то время как у двух других видов пунктуры плотные и разделены 1—2 диаметрами пунктиров. Кроме того, ямки самок A. sparsipunctata узкие и отходят от внутренних краёв глаза так, что на вершине сложного глаза они отделены от него расстоянием, равным ширине самой ямки, тогда как у двух других видов ямки никогда чётко не отделены от вершины сложного глаза. Скутальные волоски также нормальные, не сквамозные, что сильно контрастирует со сквамозными волосками у двух других видов.